# Skałki Piekło Dalejowskie
Skałki Piekło Dalejowskie – pomnik przyrody nieożywionej znajdujący się w pobliżu rezerwatu Dalejów, w obrębie Suchedniowsko-Oblęgorskiego Parku Krajobrazowego. Wpisany do rejestru w 1987. Rezerwat Dalejów oraz skałki znajdują się na  zielonym szlaku turystycznym z Bliżyna do Zagnańska oraz na trasie  Piekielnego Szlaku. Skałki z białego piaskowca triasowego, rozłożone w kilku grupach na długości około 130 m. Są one różnej wysokości przez co tworzą coś w rodzaju pięter, półek skalnych. Najwyższe dochodzą do 4 metrów wysokości.

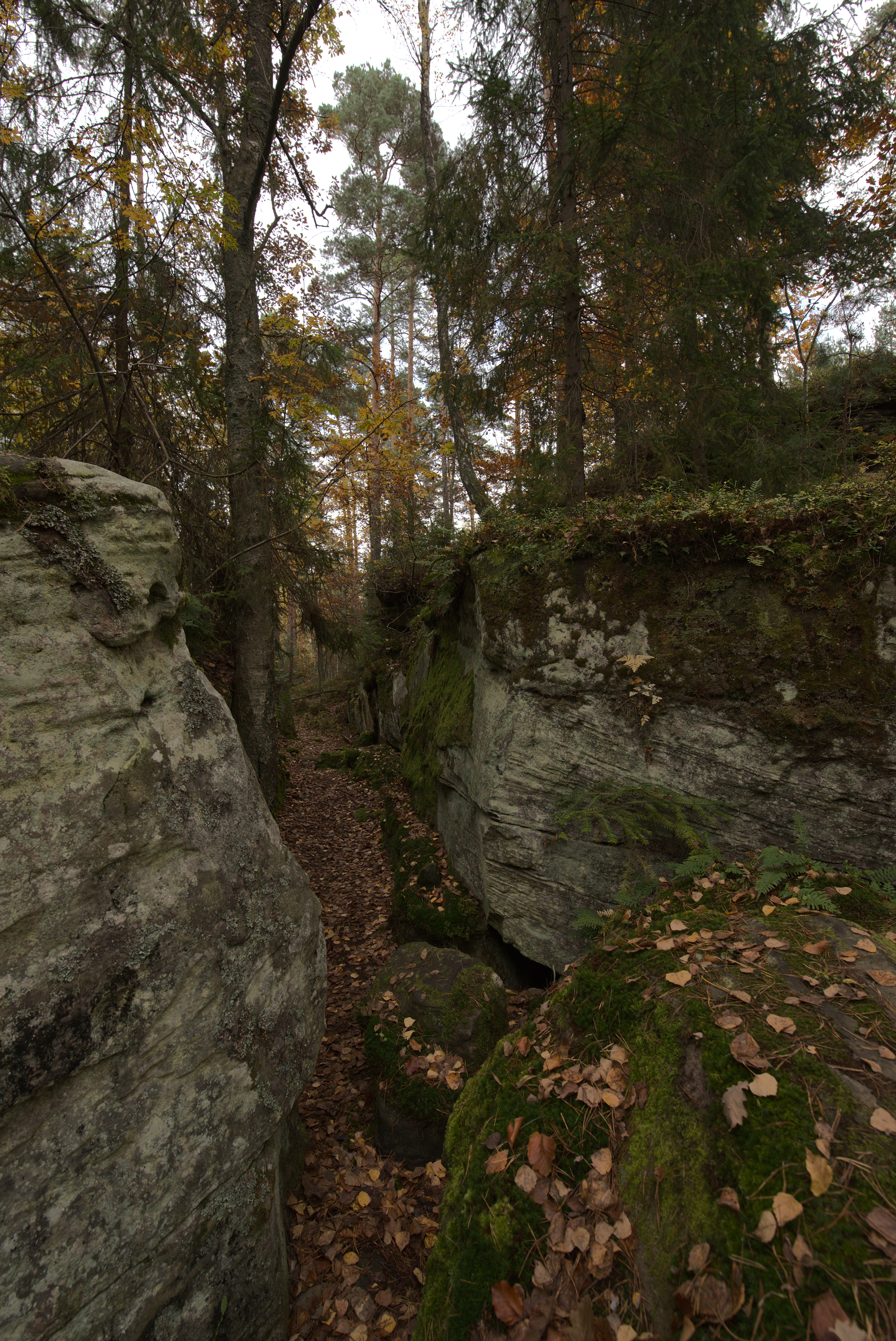
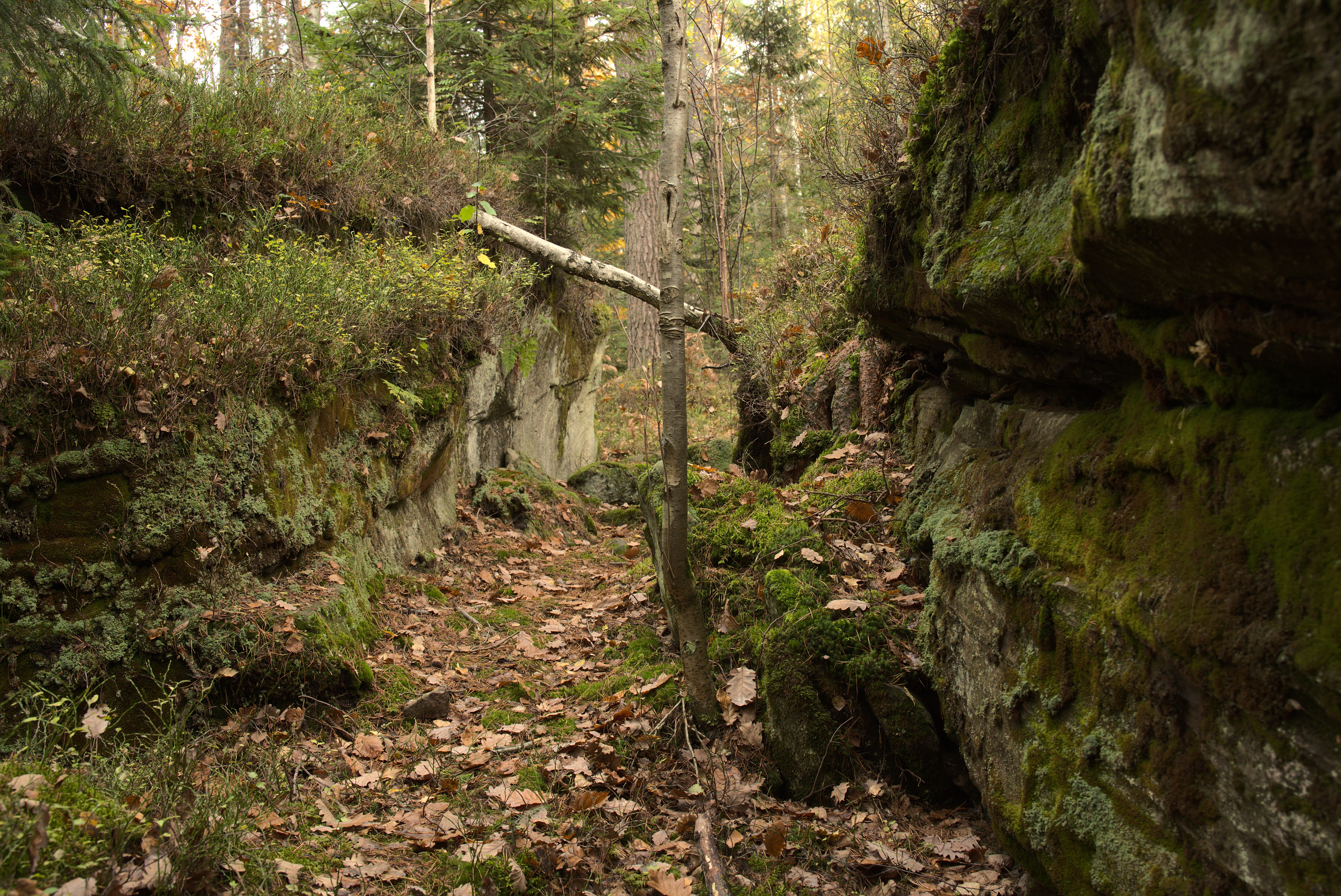